# Шарлемон, Эдуард
Эдуард (Эдуар) Шарлемон (нем. Eduard Charlemont; 1848, Вена, Австрийская империя — 1906, Вена) — австрийский художник, жанрист и портретист.

## Биография
Родился в семье выходцев из Франции. Его отец, Маттиас Адольф Шарлемон, был художником-портретистом, мастером портретной миниатюры. Младший брат Эдуарда, Гуго Шарлемон (1850—1939), стал известным художником-импрессионистом.
Ещё в детском возрасте Эдуард Шарлемон помогал своему отцу в создании миниатюрных портретов. Затем поступил в Венскую академии художеств, где учился в мастерской Эдуарда фон Энгерта и уже в 15 лет впервые публично выставлял свои работы. Вскоре после этого его наняли преподавать рисунок в женской гимназии.
Художник Г. Макарт обратил внимание на его выдающееся дарование и взял к себе в мастерскую.
Проработав в ней некоторое время, Э. Шарлемон, благодаря содействию Макарта, получил возможность отправиться для продолжения образования в Италию. Посетив главные города этой страны, он довольно долго жил в Венеции, а потом путешествовал по странам Центральной Европы, несколько раз побывал в Германии, и, наконец, поселился в Париже, где жил в течение следующих тридцати лет. В Париже художник несколько раз получал первый призы на Парижском Салоне — ежегодной выставке французской Академии изящных искусств. В 1899 году Шарлемон был удостоен золотой медали на Всемирной выставке в Париже.

## Творчество
Живопись Э. Шарлемона отражает определённое влияние Г. Макарта, но отличается от неё менее изысканной красочностью рисунка и более сдержанной эффектностью красок.
Шарлемон создавал преимущественно жанровые сцены. Одна из самых известных картин художника — «Хранитель сераля», ныне входит в состав коллекции Художественного музея Филадельфии. 
Шарлемон был известен также своими работами в области монументальной живописи, в частности, росписями. Создал три росписи в венском Бургтеатре общей длиной около 55 метров.

## Галерея

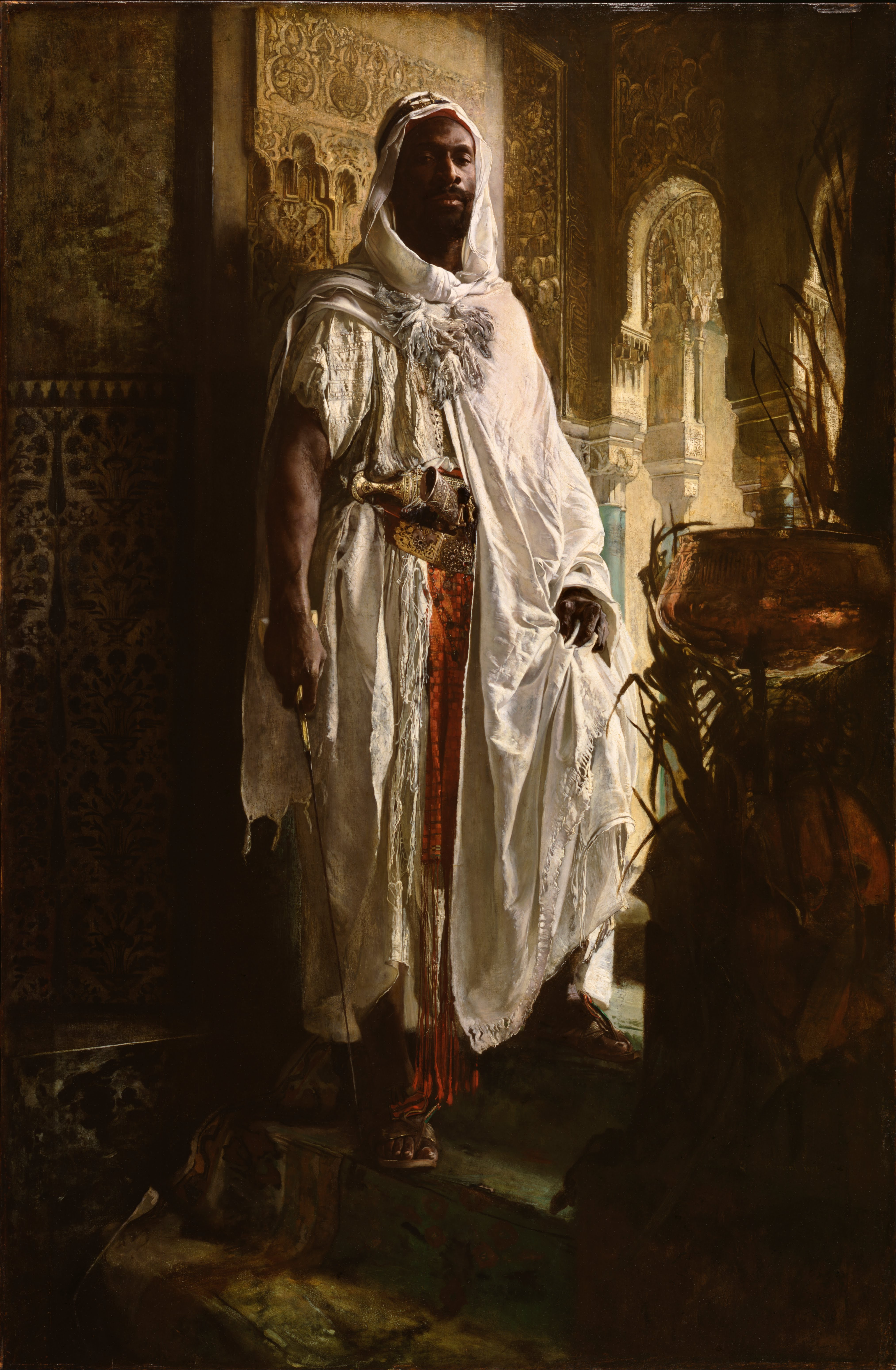
Хранитель сераля
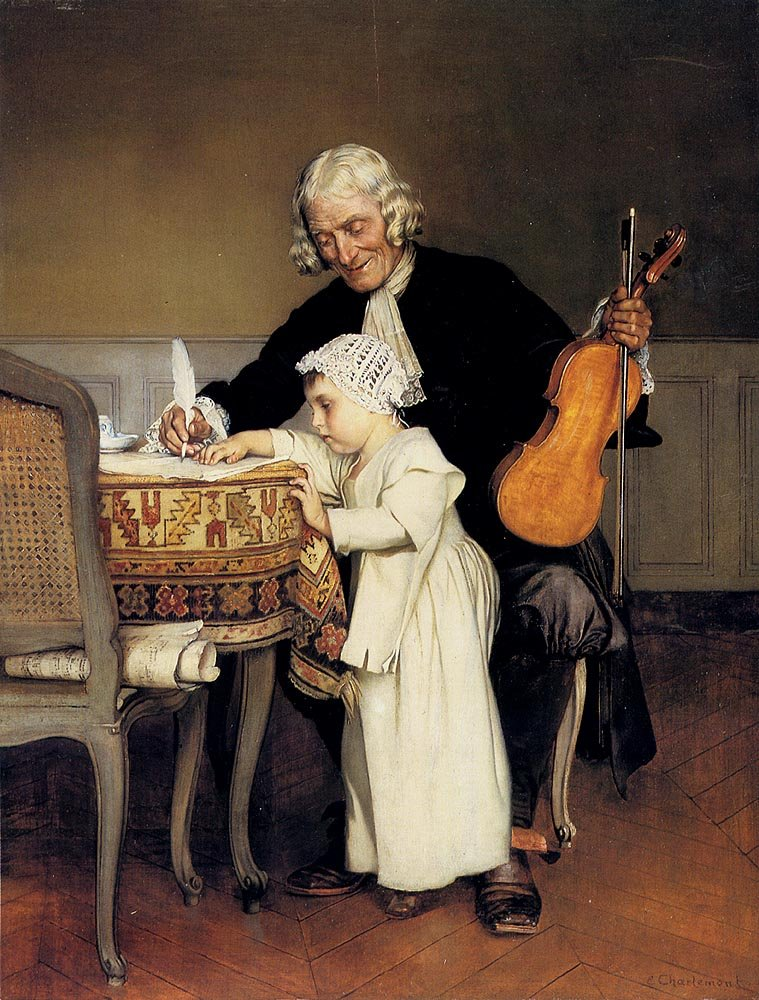
Урок музыки.
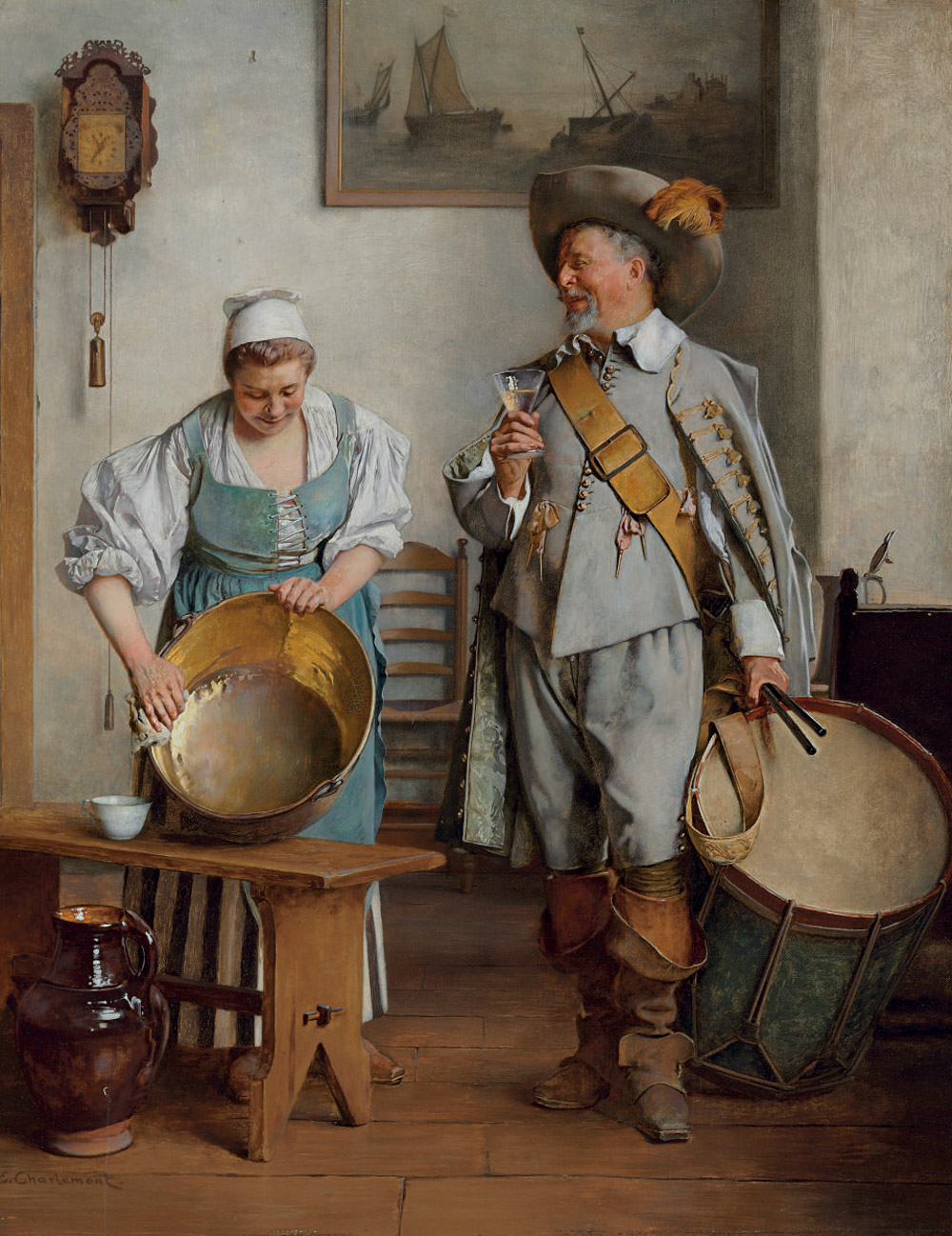
Бокальчик для барабанщика
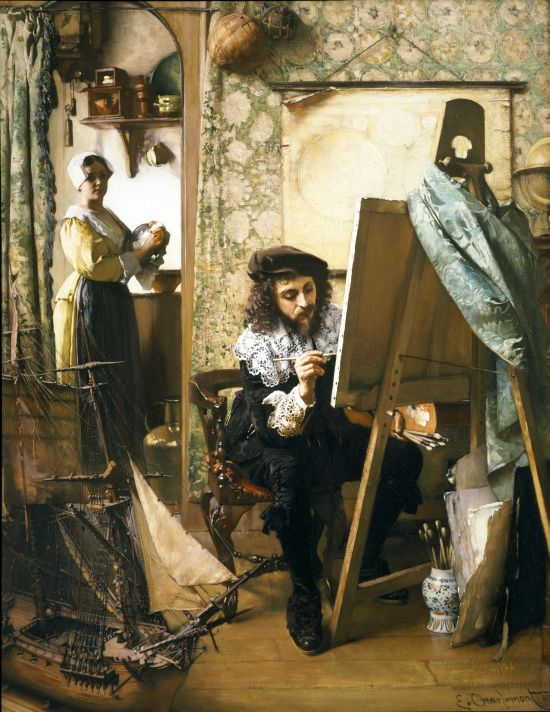
Ян Вермеер в своей мастерской за написанием картины «Молочница».
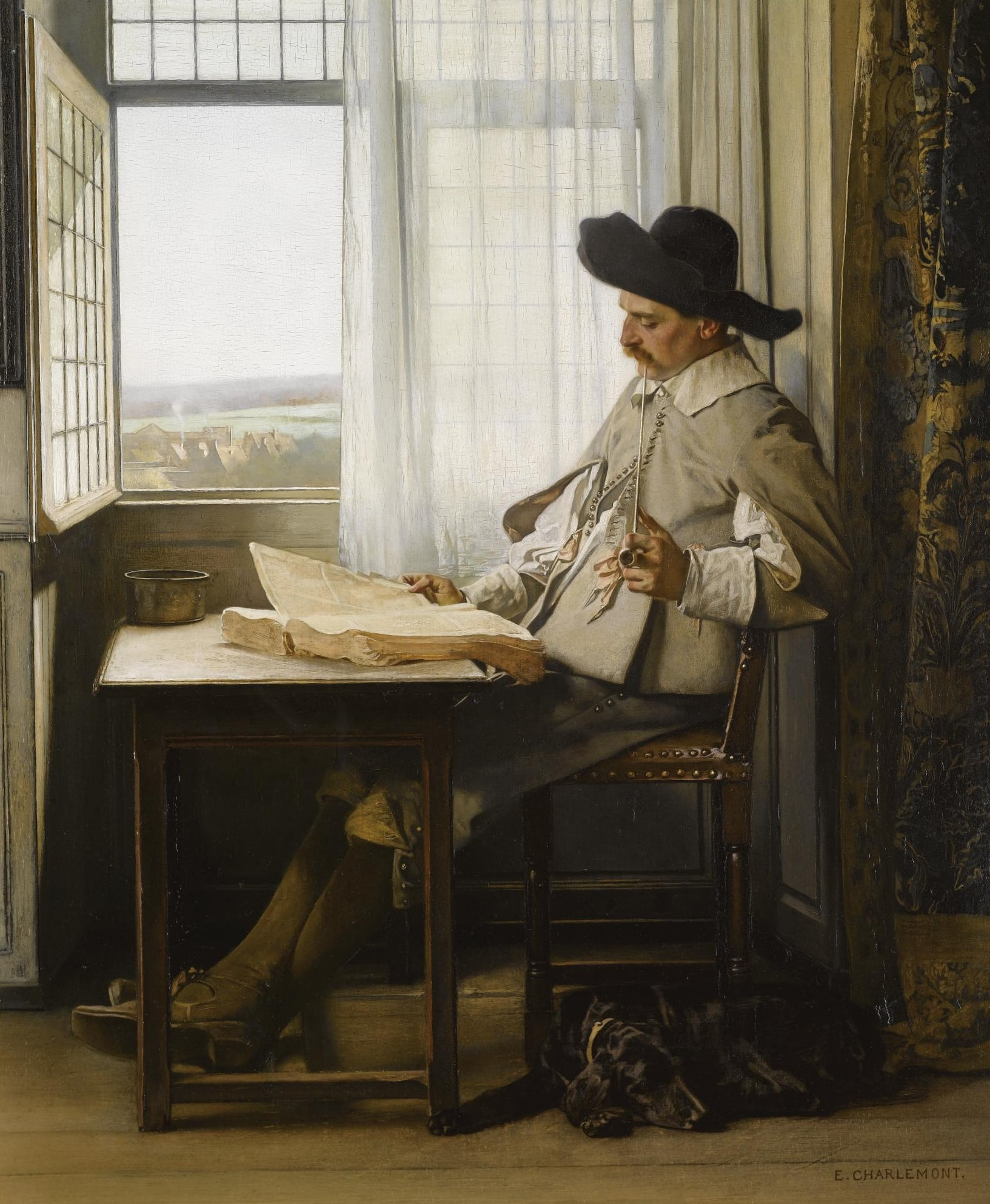
Эрудит и его собака
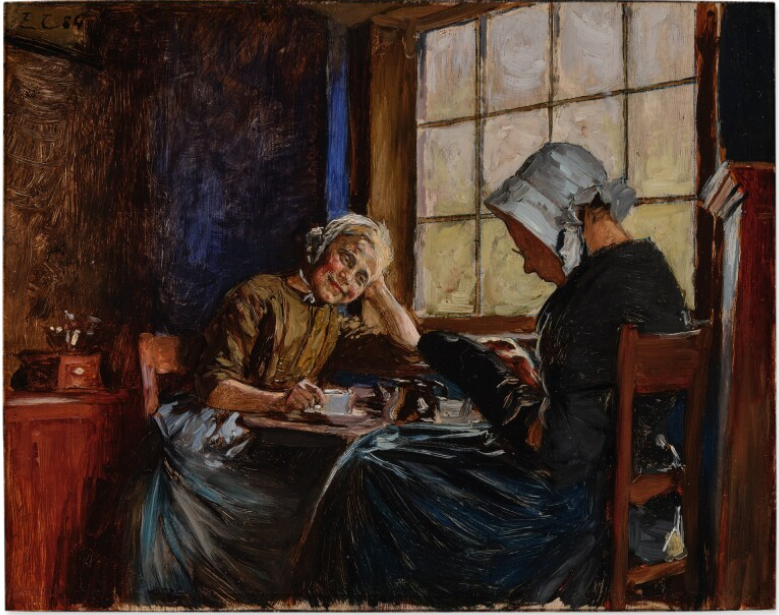
Время чая
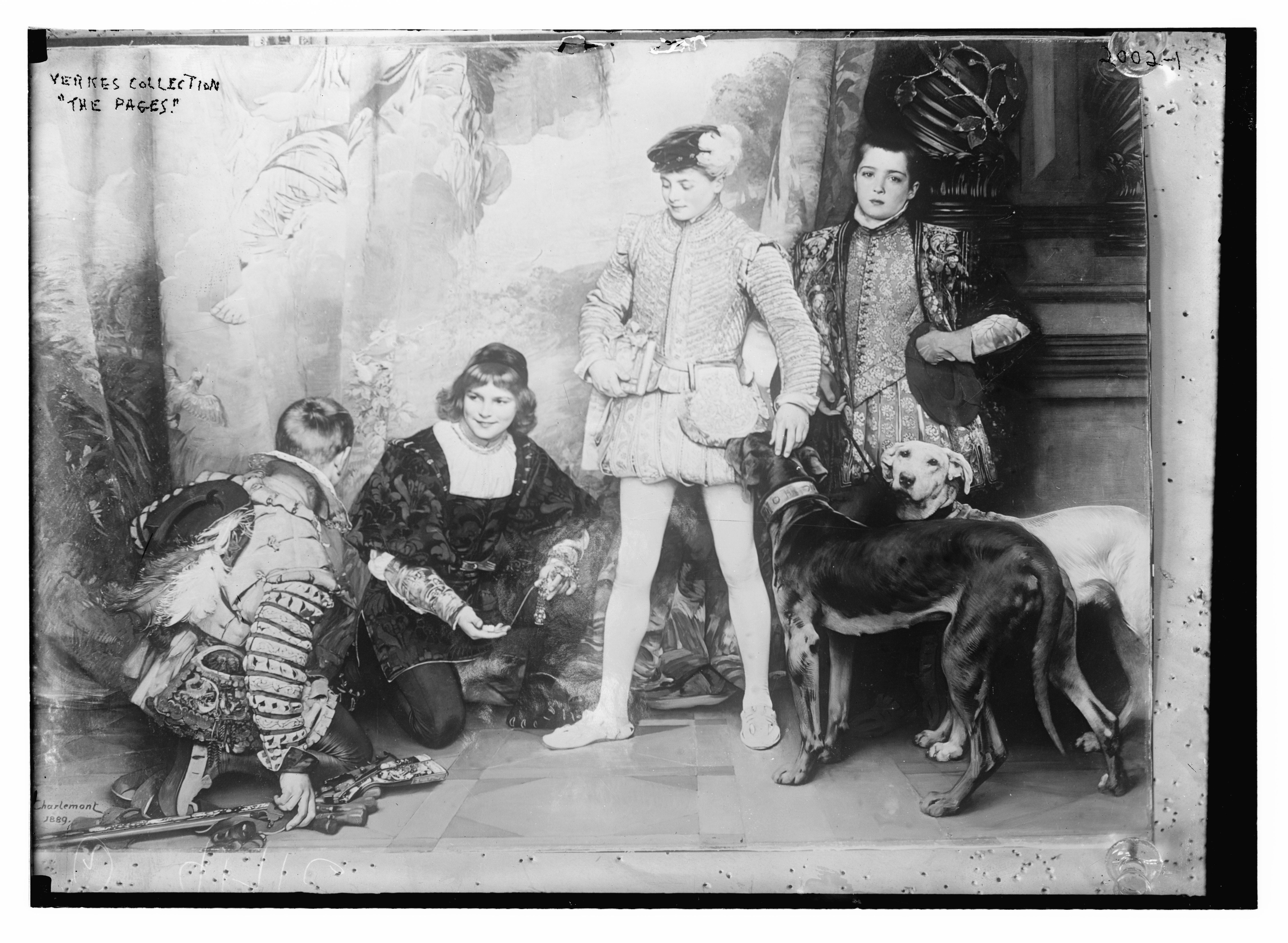
Пажи
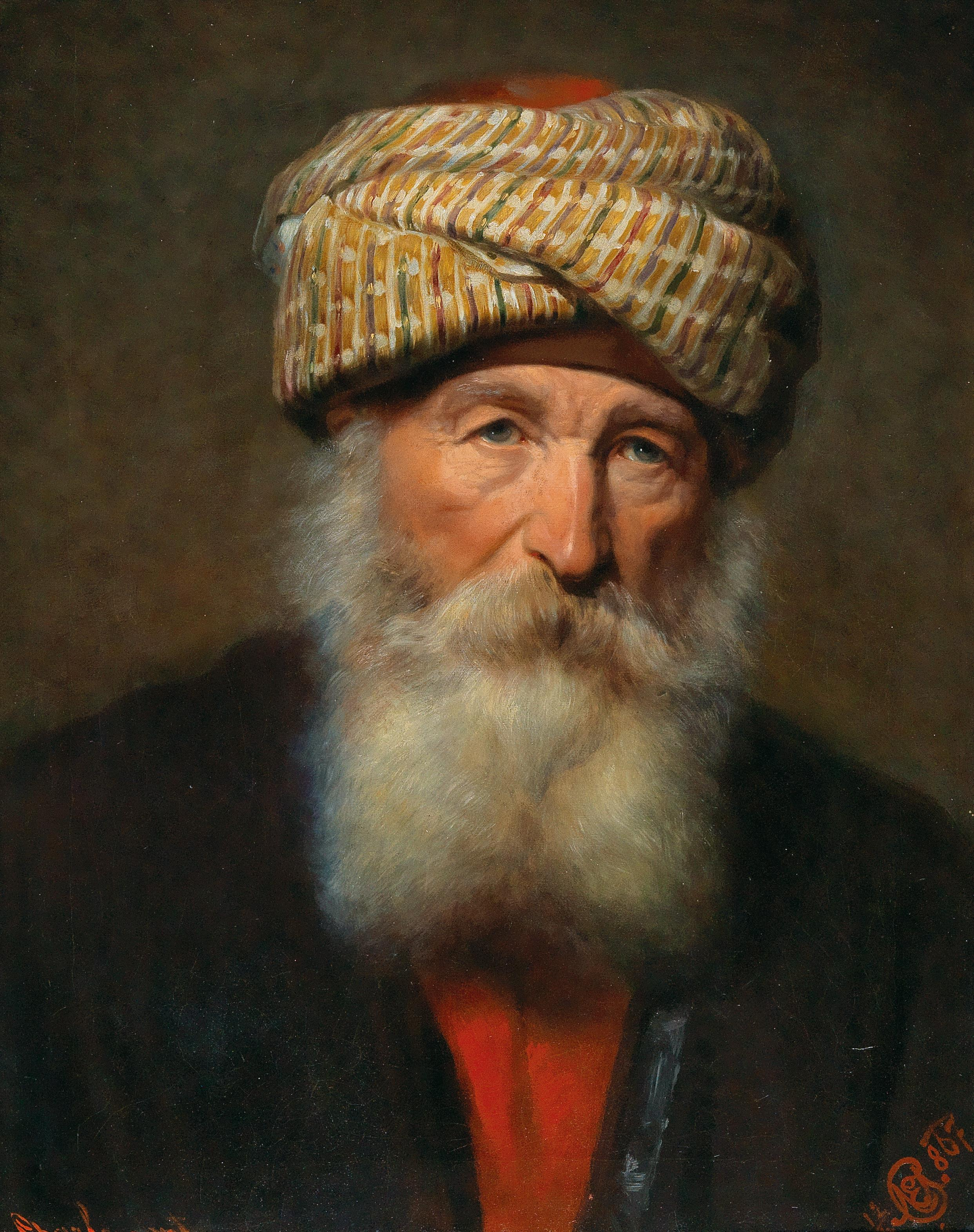
Портрет мужчины в восточном костюме